# معبد گانگوجی
معبد گانگو-جی به (ژاپنی: 元興寺) (به انگلیسی: Gangō-ji) یکی از معابد هفتگانه شهر نارا ژاپن است.

## تاریخچه
ساختمان اصلی معبد، توسط سوگا هیچ اوماکو در شهر آسوکا و به تقلید از معبد آسوکا درای ساخته شده‌است. این معبد به دلیل انتقال پایتخت به کاخ هیجو-کیو واقع در نارا، به سال 718 میلادی ساخته شد. با گذشت زمان و وقوع آتش‌سوزی‌های در سده‌های 15 تا 19، ساختمان اصلی معبد از بین رفته و ساختمان کنونی جای آن تاسیس شده است. پس از آنکه در ۲ دسامبر ۱۹۹۸ جلسه‌ای درباره اهمیت این مناطق در کیوتو برگزار شد، این مناطق در میراث جهانی یونسکو ثبت گردید. مجموعه آثار ثبت شده در نارا ژاپن، نهمین میراث جهانی و هفتمین میراث فرهنگی یونسکو در ژاپن محسوب می‌شوند.